# Берсерк (БМП)
Берсерк — проект важкої бойової машини піхоти на базі шасі БМ «Оплот». Спирається на уніфікацію парку бойових машин в Збройних силах України в майбутньому.

## Конструкція
Бойова машина має додаткову бічну броню й броню носової частини, нижня частина важкої БМП має додатковий протимінний захист порівняно з оригінальним танковим шасі.
БМП "Берсерк" оснащена абсолютно новими системами захисту:
- багатошаровою комбінованою стаціонарною бронею з елементами композитних матеріалів;
- динамічною бронею;
- комплексами активного захисту.

Екіпаж при цьому має 360° діапазон огляду на полі бою, завдяки новій системі спостереження й ведення розвідки.